# 牟如赞普
牟如赞普（藏語：མུ་རུག་བཙན་པོ་，威利转写：Mu-rug btsan-po，THL：Murug Tsenpo，藏语拼音：Muruk Zainbo，763年—804年），又名穆底赞普（藏語：མུ་ཏིག་བཙན་པོ་，威利转写：Mu-tig btsan-po，THL：Mutik Tsenpo，藏语拼音：Mutik Zainbo），吐蕃第39代赞普（800-802年在位）。牟如赞普是赤松德赞的第三子，为蔡邦·玛加东格（藏語：ཚེས་པང་ཟམོ་རྒྱལ་ལྡོང་སྐར།）所生。他也是穆尼赞普的弟弟、赤德松赞的哥哥。
在赤松德赞的统治末期，外戚蔡邦氏（赤松德赞王妃的亲族）和那囊氏（赤松德赞母亲的亲族）为了争权，引起了激烈冲突。789年，赤松德赞为了征讨回鹘而召集群臣商议。大论尚杰擦拉囊（藏語：ཞང་རྒྱལ་ཚན་ལྟ་སྣང，汉文文献作尚结赞）是那囊氏一族的人，派儿子伍仁（藏語：དབུ་རིང）把守宫门，禁止蔡邦氏一族的人入内议事。牟如被阻拦在宫外，大怒，遂提刀斩杀了伍仁，闯入殿内，口中称长头之人应该远远的扔掉。赤松德赞大为光火，在那囊氏一族的奏请下，将牟如流放到北方的羌塘，并将上部地区（藏語：སྟོད）赐给了那囊氏。
后来穆尼赞普在797年继承赞普之位。但穆尼赞普因为袒护波雍妃嘉摩尊（藏語：ཕོ་ཡོང་བཟའ་རྒྱས་མོ་བཙུན།）而被母亲蔡邦氏妒忌，次年穆尼赞普和波雍妃都被蔡邦氏毒死。
Brandon Dotson依吐蕃當代的旁塘目錄、碑文、敦煌的吐蕃文獻與《舊唐書》推論，牟如在赤松德赞於800年去世後成為赞普，但在802年時對赤德松赞宣示效忠，804年去世。
據後世佛教史書記載，蔡邦氏拥立牟如为赞普，并派人前往羌塘，欲将其迎回逻些。但北方羌塘一带是那囊氏的封地，心怀怨恨的那囊氏一族派人在途中埋伏，将牟如赞普的马弄惊，牟如赞普坠马身亡（一说牟如被迎到逻些即位后不久，为那囊氏一族所弑）。
牟如赞普死后，那囊氏一族拥立塞拉勒·江永为赞普，是为赤德松赞。牟如赞普的陵墓被建在敦卡达（藏語：དོན་མཁར་མདའ），名为“佳丁”陵（藏語：སྐྱ་ལྡེམ）。877年，被奴隶军首领尼雅氏（藏語：གཉགས）挖掘。

## 脚注
1. 1 2  Dotson 2007，第15頁.
2. ↑  也有学者认为穆底赞普指的是赤德松赞，而不是牟如赞普。《贤者喜宴》245页，参见脚注32
3. ↑  《贤者喜宴》记载牟如被流放羌塘达九年之久；后面又提到798年牟如被召回逻些立为赞普。据此推断，此事件应发生于789年。
4. ↑  “伍仁”在藏语里也有“长头颅”的意思。
5. 1 2  《贤者喜宴》229页
6. ↑  《贤者喜宴》232~233页
7. ↑  舊唐書·卷196下:「（貞元）二十年三月上旬，贊普卒。」
8. ↑  《贤者喜宴》，234页
9. ↑  此说法见于《红史》。参见《贤者喜宴》243页，脚注14
10. ↑  《贤者喜宴》295页